# A Mucha Honra
A Mucha Honra es el decimoséptimo álbum de estudio de la cantante mexicana Thalía. Fue lanzado el 25 de abril de 2024 a través de Sony Music Latin. El álbum explora el género regional mexicano, contando con varias colaboraciones de artistas como Ángela Aguilar, Grupo Firme y Estilo Sin Límite. Fue coproducido por Thalía junto con Jimmy Humilde de Rancho Humilde y Edgar Rodríguez de Yellow Room.El título del álbum hace referencia a su tema de 1995 «María la del Barrio», el cual fungiera como banda sonora de la telenovela del mismo nombre, protagonizada por Thalía y Fernando Colunga.

## Antecedentes y desarrollo
En 1997 Thalía lanzó «Amor a la Mexicana», siendo éste su primer tema en incorporar una mezcla de regional mexicano con pop. En una entrevista para Billboard, Thalía nombró a esta canción como uno de los motivos que propiciaron la grabación de este álbum: "Para mí, el cantarle a México y cantar los estilos de la música nuestra ha sido una constante en mi discografía. Si te vas a buscar canciones, videos y hits de Thalia que tengan el sonido regional o el sonido mexicano, son muchas las canciones, son muchos los proyectos, y el clásico de toda mi carrera es “Amor a la mexicana”".Una nueva versión del tema fue grabada para este disco, la cual Thalía consideró como una de las mejores de las varias que ha tenido.
En 2001, Thalía lanzó Thalía con Banda: Grandes Éxitos, un álbum recopilatorio donde interpretó varios de los sencillos de su carrera en estilo regional mexicano, incorporando sonidos como mariachi y banda.
Con respecto a la grabación del disco, Thalía comentó que para el tema «Te Va a Doler» con Grupo Firme, estuvo en pláticas con Eduin Caz por poco más de un año: "[...] justo esta canción para mí fue el anillo perfecto para esta unión. La verdad que nuestros estilos se juntaron, su voz suena poderosísima en esta letra y en esta historia, y quedó espectacular" - dijo Thalía sobre esta colaboración.
Para el tema «Troca», Thalía explicó la razón de incluir a Ángela Aguilar como la necesidad de unir a dos generaciones distintas: "Siento que nuestras voces se unieron muy padre, muy aterciopelada a esta canción. Es como un cozy blanket around you. Y eso me llena mucho el poder decir que qué padre como dos mexicanas de diferentes generaciones coexisten en una canción de amor."De manera similar se expresó sobre su colaboración con Dania de Estilo Sin Límite en el sencillo «Choro»: "La interpretación es súper padre y eso me gusta, es una responsabilidad de alguien que ya tiene un camino andado de brindar eso, extender la mano y apoyar nuevos talentos."
Thalía nombró la canción «Para Qué Celarme» como su favorita del disco, destacando la historia impresionante que le permite a ella como actriz "meterse en personaje" para interpretarla, comparándola también con su tema «Equivocada» de 2009. "A mi público le gusta ver la Thalia de fiesta, la Thalia que canta canciones irreverentes, de baile, de desmadre, pero también la romántica, la que canta canciones de corazones rotos, y las baladas intensas. Ésta es esa balada de este disco."

## Promoción
El 16 de septiembre de 2023 Thalía se presentó en el Bryant Park de Nueva York donde interpretó el tema, en su momento inédito, «Bebé, Perdón» el cual eventualmente se convertiría en el primer sencillo del álbum, lanzado de manera oficial el 4 de octubre del mismo año.El videoclip del tema fue dirigido por Eduardo González y fue filmado en el desierto de California en los Estados Unidos.
El 30 de noviembre de 2023 se publicó el segundo sencillo titulado «Choro» junto con la agrupación Estilo Sin Límite. El video del tema fue dirigido por Lalo the Giant.El 15 de febrero de 2024 Thalía apareció como invitada en el programa estadounidense The Kelly Clarkson Show donde reveló la portada y título del álbum.
El 7 de marzo de 2024 se estrenó el tercer sencillo, «Troca», en colaboración con Ángela Aguilar. Un video animado fue publicado para acompañar el lanzamiento dirigido por Marlon Villar y producido por Joaquín Vargas.
El 25 de abril de 2024, Thalía se presentó y condujo la entrega de premios Latin American Music Awards donde estrenó el tema «Te Va a Doler» en su versión Deorro Remix.Más tarde ese mismo día se publicó la versión estándar en colaboración con Grupo Firme, cuyo video fue dirigido por Lalo the Giant y Abelardo Baez.
El 3 de mayo de 2024, se estrenó el video oficial de «CanCún».El 24 de mayo de 2024 se estrenó el video de «Te Va a Doler (Deorro Remix)» en su canal oficial de YouTube.El 7 de junio Thalia estrenó el videoclip del tema «Para Qué Celarme». El 21 de junio de 2024 fue lanzado el videoclip del tema «Silencio»

## Listado de canciones
| A Mucha Honra |                                   |                                           |          |  |
| N.º           | Título                            | Escritor(es)                              | Duración |  |
| 1.            | «Bebé, Perdón»                    | Jimmy Humilde, Thomas Alexander Leavitt   | 2:54     |  |
| 2.            | «Choro» (con Estilo Sin Límite)   | Thalía Sodi, Dania Ivana Valenzuela Roman | 2:16     |  |
| 3.            | «Te Va a Doler» (con Grupo Firme) | Humilde, Edgar Rodríguez                  | 3:03     |  |
| 4.            | «Troca» (con Ángela Aguilar)      | Sodi, Humilde, Rodríguez                  | 2:27     |  |
| 5.            | «Para Qué Celarme»                | Valenzuela Roman, Rodríguez               | 2:05     |  |
| 6.            | «Amor a la Mexicana»              | Mario Pupparo, Rodríguez                  | 3:05     |  |
| 7.            | «Silencio»                        | Humilde, Rodríguez                        | 2:32     |  |
| 8.            | «CanCún»                          | Humilde, Rodríguez                        | 2:42     |  |
| 9.            | «Te Va a Doler (Deorro Remix)»    | Humilde, Rodríguez                        | 3:14     |  |
| 24:00         |                                   |                                           |          |  |